# Danh sách di sản thế giới tại Kenya
Ủy ban Di sản thế giới của UNESCO là nơi có tầm quan trọng trong việc bảo tồn các di sản văn hóa và thiên nhiên của nhân loại được mô tả trong Công ước Di sản thế giới thành lập năm 1972. Kenya phê chuẩn Công ước trên vào ngày 6 tháng 6 năm 1991, làm cho các di tích văn hóa và tự nhiên của quốc gia này đủ điều kiện để đưa vào danh sách. Tính đến hết năm 2018, Kenya có tổng cộng 7 di sản thế giới được công nhận, trong đó có 4 di sản văn hóa, 3 thiên nhiên.

## Danh sách
Dưới đây là danh sách các di sản thế giới tại Kenya
Tên Tên theo danh sách của Ủy ban Di sản thế giới
Vị trí Tên vùng, tỉnh hoặc thị trấn gắn liền với di sản đó
Thời kỳ Khoảng thời gian có ý nghĩa quan trọng trong việc hình thành
Số liệu UNESCO: Năm công nhận, tiêu chí di sản đó được liệt kê. Các tiêu chí (i),(ii),(iii),(iv),(v),(vi) là các tiêu chuẩn văn hóa, còn (vii), (vii), (ix), (x) là các tiêu chuẩn tự nhiên
Mô tả: Mô tả ngắn gọn về di sản, lý do được đưa vào danh sách hoặc lý do bị liệt vào danh sách di sản thế giới bị đe dọa (nếu có)
| Tên                                              | Hình ảnh | Vị trí            | Thời kỳ   | Số liệu UNESCO                              | Mô tả | Tham khảo   |
| ------------------------------------------------ | -------- | ----------------- | --------- | ------------------------------------------- | --- | ----------- |
| Vườn quốc gia hồ Turkana                         |          | Turkana           | N/A       | Thiên nhiên;1997, 2001 (mở rộng);(viii),(x) | Vườn quốc gia này bảo vệ khu vực tự nhiên của hồ Turkana, một hồ nước nằm trong Thung lũng Tách giãn Lớn, Kenya. Đây là hồ kiềm lớn nhất thế giới, hồ sa mạc lâu đời nhất thế giới và là hồ muối lớn thứ tư trên thế giới. Vườn quốc gia bao gồm Vườn quốc gia Sibiloi nằm trên bờ phía đông của hồ và hai hòn đảo là Đảo Central và Đảo South nằm trong hồ. Cả hai được biết đến là nơi sinh trưởng của loài Cá sấu sông Nin, Hà mã, rắn và nhiều loài chim di trú. Trong khi Vườn quốc gia Sibiloi nổi tiếng với hóa thạch Australopithecus và sọ người Homo habilis | [ 2 ]       |
| Vườn quốc gia Núi Kenya                          |          |                   | N/A       | Thiên nhiên;1997;(vii),(ix)                 | Vườn quốc gia bảo vệ khu vực tự nhiên xung quanh Núi Kenya, ngọn núi cao thứ hai ở châu Phi với độ cao 5.199 mét so với mực nước biển. Nó là một ngọn núi lửa đã ngừng hoạt động, thời gian hoạt động của nó cách đây 3,1-2,6 triệu năm trước. Với những đỉnh núi phủ đầy tuyết trắng, gồ ghề cùng những khu rừng trên các sườn núi khiến nơi đây là một trong những cảnh quan ấn tượng nhất ở Đông Phi. Cùng với đó là sự đa dạng của hệ sinh thái bao gồm các đồng cỏ, vùng đất ngập nước, đầm lầy, núi cao, sông băng cùng hệ động thực vật vô cùng phong phú.      | [ 3 ]       |
| Địa điểm khảo cổ Thimlich Ohinga                 |          | Migori, Tây Kenya | Thế kỷ 16 | Văn hóa;2018;(iii),(iv),(v)                 | Nằm ở phía tây bắc của thị trấn Migori, trong vùng hồ Victoria, khu định cư bằng đá khô này có thể được xây dựng vào thế kỷ 16. Ohinga (nghĩa là khu định cư) dường như đã từng phục vụ như là một pháo đài cho sinh hoạt cộng đồng và chăn nuôi. Đây là một ví dụ đặc biệt về những vách ngăn bằng đá khô lớn truyền thống, điển hình của cộng đồng mục vụ đầu tiên trong lưu vực hồ Victoria, tồn tại cho đến giữa thế kỷ 20. | [ 4 ]       |
| Pháo đài Jesus                                   |          | Mombasa           | Thế kỷ 16 | Văn hóa;2011;(i),(iv)                       | Pháo đài Jesus là pháo đài Bồ Đào Nha được xây dựng từ năm 1593 đến 1596 trên đảo Mombasa để bảo vệ cảng cũ Mombasa. Bố cục của địa điểm này tuân theo lý tưởng Phục hưng rằng cơ thể con người hoàn toàn cân xứng. | [ 5 ]       |
| Hệ thống hồ Kenya trong Thung lũng Tách giãn Lớn |          | Rift Valley       | N/A       | Thiên nhiên;2011;(viii),(x)                 | Nằm trong Thung lũng Tách giãn Lớn của Kenya, địa điểm này có ba hồ: Bogoria, Nakuru và Elementaita. Một quần thể chim rất đa dạng, bao gồm 13 loài bị đe dọa thường xuyên ở khu vực này. | [ 6 ] [ 7 ] |
| Phố cổ Lamu                                      |          | Lamu              | Thế kỷ 14 | Văn hóa;2001;(ii),(iv),(vi)                 | Đây là thị trấn định Swahili cư lâu đời nhất, được xây dựng bằng đá san hô và gỗ rừng ngập mặn. Những ngôi nhà tại đây có sân trong, hiên và cửa gỗ tinh xảo. | [ 8 ]       |
| Rừng thiêng Kaya Mijikenda                       |          | Coast             | Thế kỷ 16 | Văn hóa;2008;(iii),(v),(vi)                 | Khu vực này bao gồm 11 khu rừng thiêng trải dài 200 km (120 dặm) dọc theo bờ biển Kenya. Họ giữ phần còn lại của những ngôi làng được xây dựng trong thế kỷ 16 bởi người Mijikenda và hiện được coi là địa điểm linh thiêng. | [ 9 ]       |

## Danh sách dự kiến
Kenya hiện có 15 di sản dự kiến. Một di sản được công nhận nếu trước đó nó đã nằm trong danh sách dự kiến. Dưới đây là danh sách các di sản dự kiến của Kenya:
- Thị trấn cổ Mombasa (1997)
- Hồ Naivasha (1999)
- Thị trấn lịch sử Gedi (2010)
- Quần thể các đảo Mfangano-Rusinga (2010)
- Thung lũng Tách giãn Lớn ở châu Phi - Hệ thống Tưới nước trên vách đá của Marakwet (2010)
- Thung lũng Tách giãn Lớn ở châu Phi - Địa điểm thời tiền sử Olorgesailie (2010)
- Dãy núi Aberdare (2010)
- Các khu rừng ven biển của Eastern Arc (rừng Arabuko-Sokoke và Khu bảo tồn quốc gia Shimba Hills) (2010)
- Rừng Kakemega (2010)
- Khu bảo tồn Meru (2010)
- Thung lũng Tách giãn Lớn ở châu Phi - Vườn quốc gia Cổng Địa Ngục (2010)
- Thung lũng Tách giãn Lớn ở châu Phi - Maasai Mara (2010)
- Hệ thống các hồ Kenya (2010)
- Tổ hợp rừng và đồng bằng châu thổ Tana (2010)
- Các công viên Tsavo (bao gồm vườn quốc gia Vườn quốc gia Tsavo Đông và Tsavo Tây) và Các đồi Chyulu (2010)